# Balticoslavica
Balticoslavica – biuletyn Instytutu Naukowo-Badawczego Europy Wschodniej w Wilnie wydawany w latach 1933–1938. Ukazały się łącznie trzy roczniki. Pismo było poświęcone tematyce sowietologicznej.